# Tianjingshan Linchang
Tianjingshan Linchang (kinesiska: 天井山林场) är en administrativ enhet på sockennivå i sydöstra Kina. Den ligger i Ruyuan autonoma härad för yao-folket i staden Shaoguan i provinsen Guangdong, omkring 170 kilometer norr om provinshuvudstaden Guangzhou. Antalet invånare är 1 255. Befolkningen består av 581 kvinnor och 674 män. Barn under 15 år utgör 14,0 %, vuxna 15-64 år 71 %, och äldre över 65 år 13,0 %. Enheten administrerar ett skogsbruk.